# Vojnatina
Vojnatina este o comună slovacă, aflată în districtul Sobrance din regiunea Košice. Localitatea se află la altitudinea de 128 m deasupra n.m., se întinde pe o suprafață de 7,69 km2 și în 2017 număra 249 de locuitori. Se învecinează cu comuna Koňuš.

## Istoric
Localitatea Vojnatina este atestată documentar din 1336.

## Demografie
| An:                | 1994 | 2004   | 2014   | 2024   |
| ------------------ | ---- | ------ | ------ | ------ |
| Număr de persoane: | 259  | 238    | 246    | 232    |
| Diferență:         |      | −8,10% | +3,36% | −5,69% |

| An:                | 2023 | 2024   |
| ------------------ | ---- | ------ |
| Număr de persoane: | 233  | 232    |
| Diferență:         |      | −0,42% |